# Martin Embley
(Thomas) Martin Embley est professeur à l'Université de Newcastle qui contribue à notre compréhension de l'origine des eucaryotes et de l'évolution des organites tels que les mitochondries,, mitosomes et hydrogénosome, que l'on trouve chez les protistes parasites.
Embley fait ses études à l'Université de Newcastle, où il obtient un doctorat sur la biologie de la bactérie Renibacterium salmoninarum en 1983.
En mai 2021, Embley est élu membre de la Royal Society.